# Tilloy-lès-Conty
Tilloy-lès-Conty foi uma comuna francesa na região administrativa de Altos da França, no departamento de Somme. Estendia-se por uma área de 6,34 km². Em 2010 a comuna tinha 256 habitantes (densidade: 40,4 hab./km²).
Em 1 de janeiro de 2019, passou a formar parte da nova comuna de Ô-de-Selle.